# ليوتارد
ليوتارد (بالفرنسية: léotard)‏ أو القصيف هو لباس صائق من قطعة واحدة تغطي الجذع فقط وتترك الساقين مكشوفتين.
يوجد منه أشكال مختلفة حسب طول الكم، فهو إما من دون أكمام أو بأكمام قصيرة أو طويلة.
يرتدي الليوتارد عادة الرياضيون أو اللاعبون في الألعاب البهلوانية والجمباز أو الراقصون أو عند التزلج الفني على الجليد.

## معرض صور

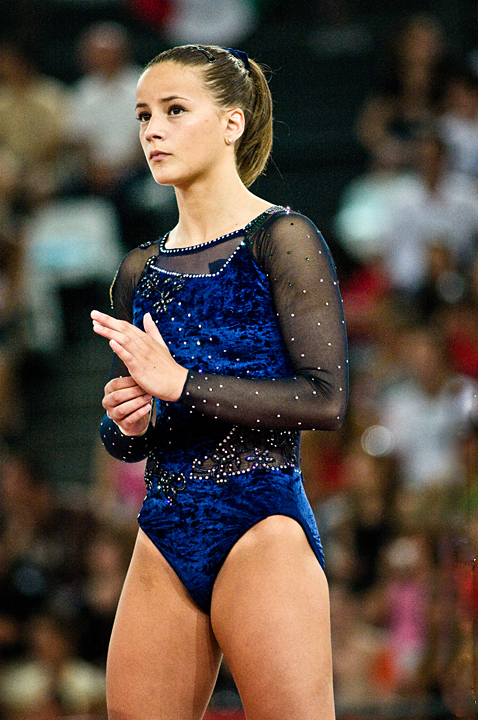
لاعبة جمباز مرتدية ليوتارد.